# St. Ulrich (Winterthur-Rosenberg)

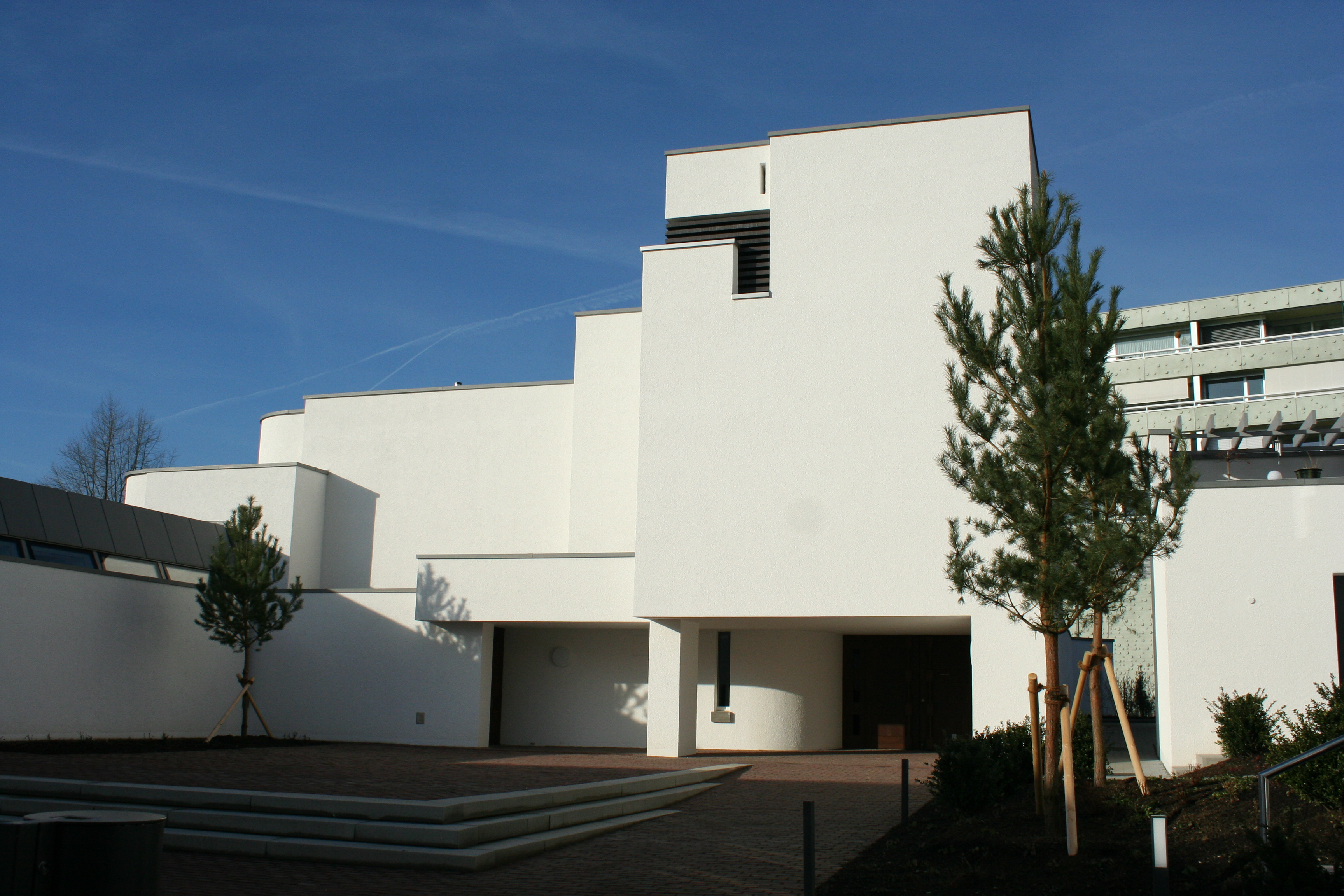
Kirche St. Ulrich

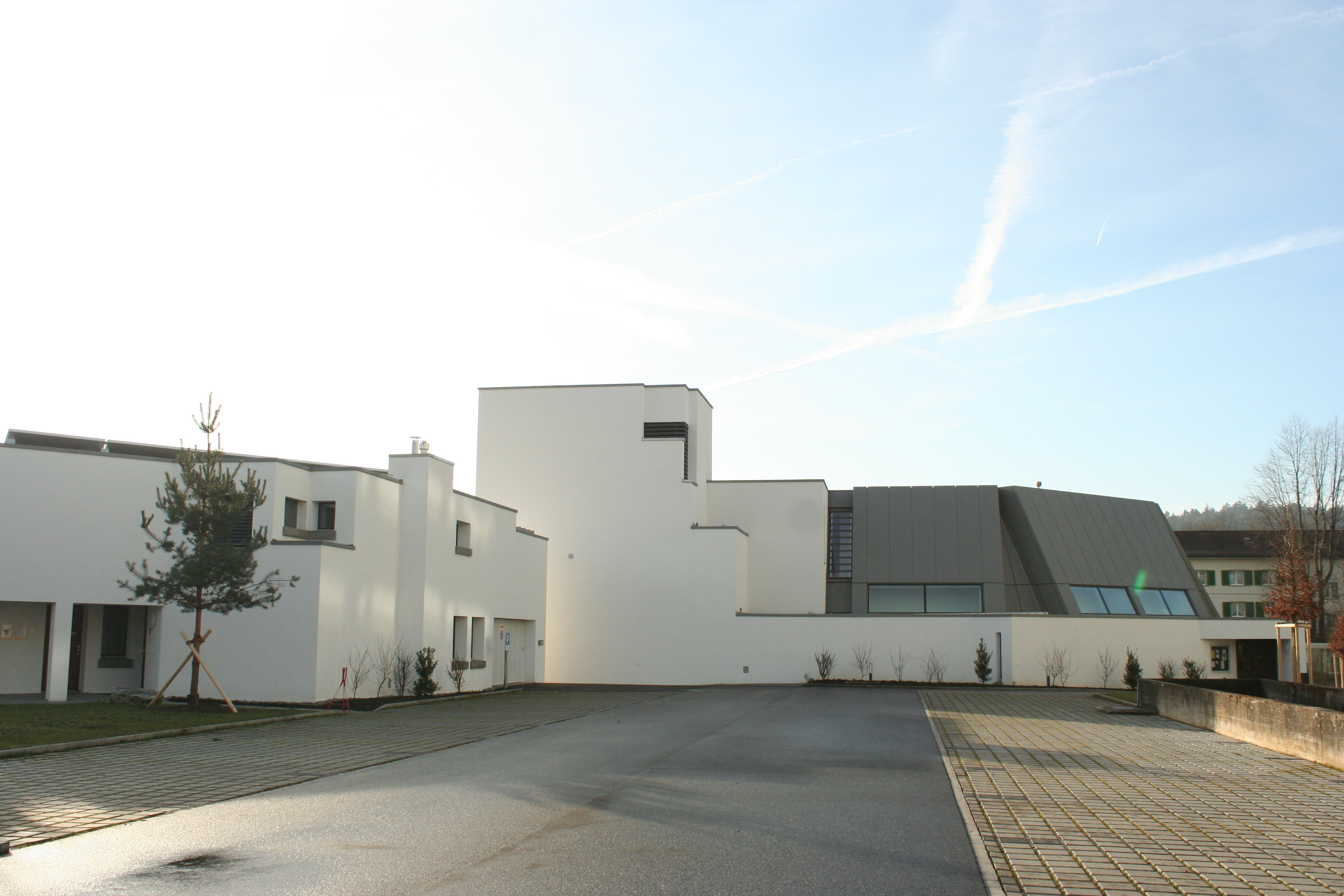
Ansicht vom Einkaufszentrum Rosenberg

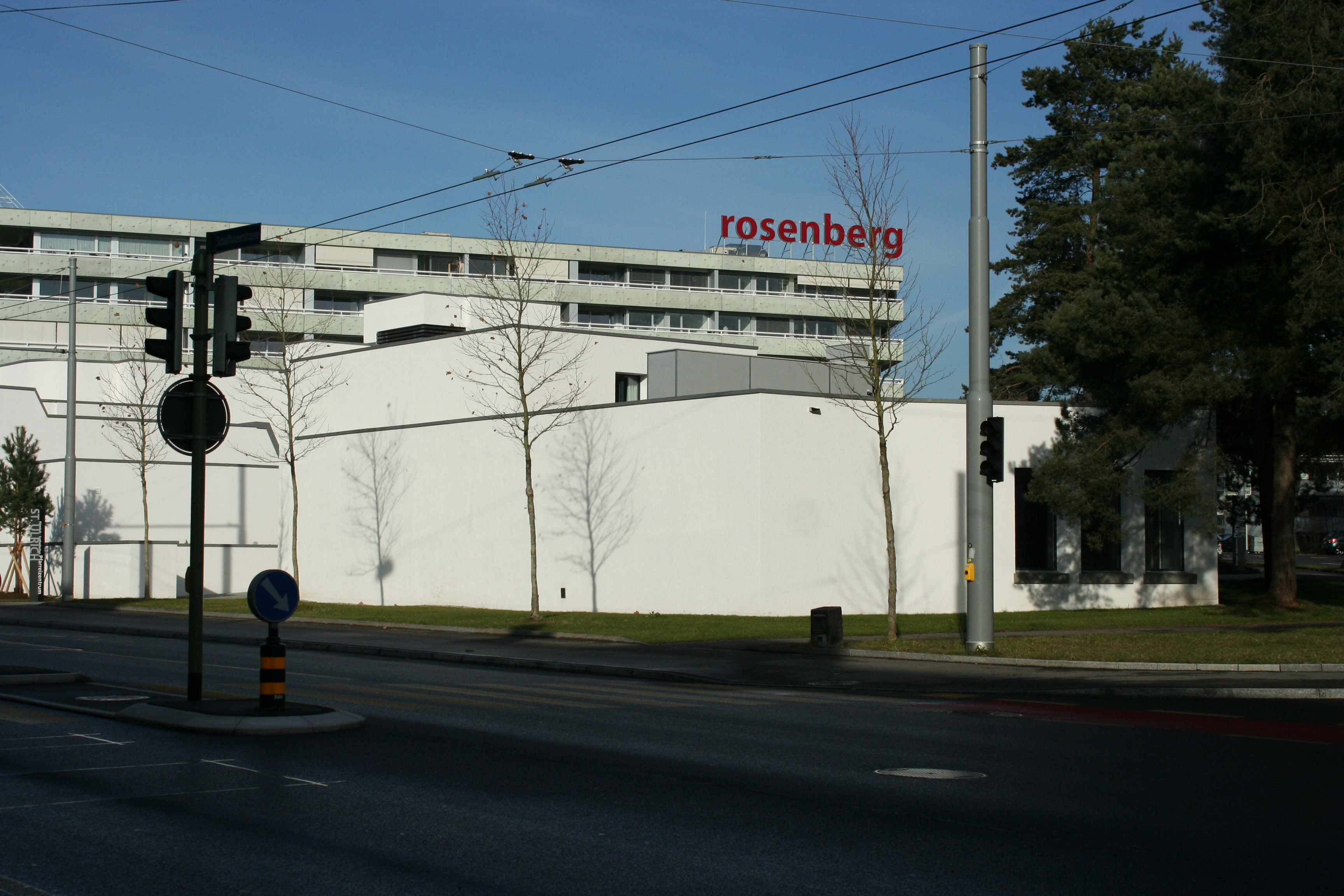
Ansicht von der Schaffhauserstrasse

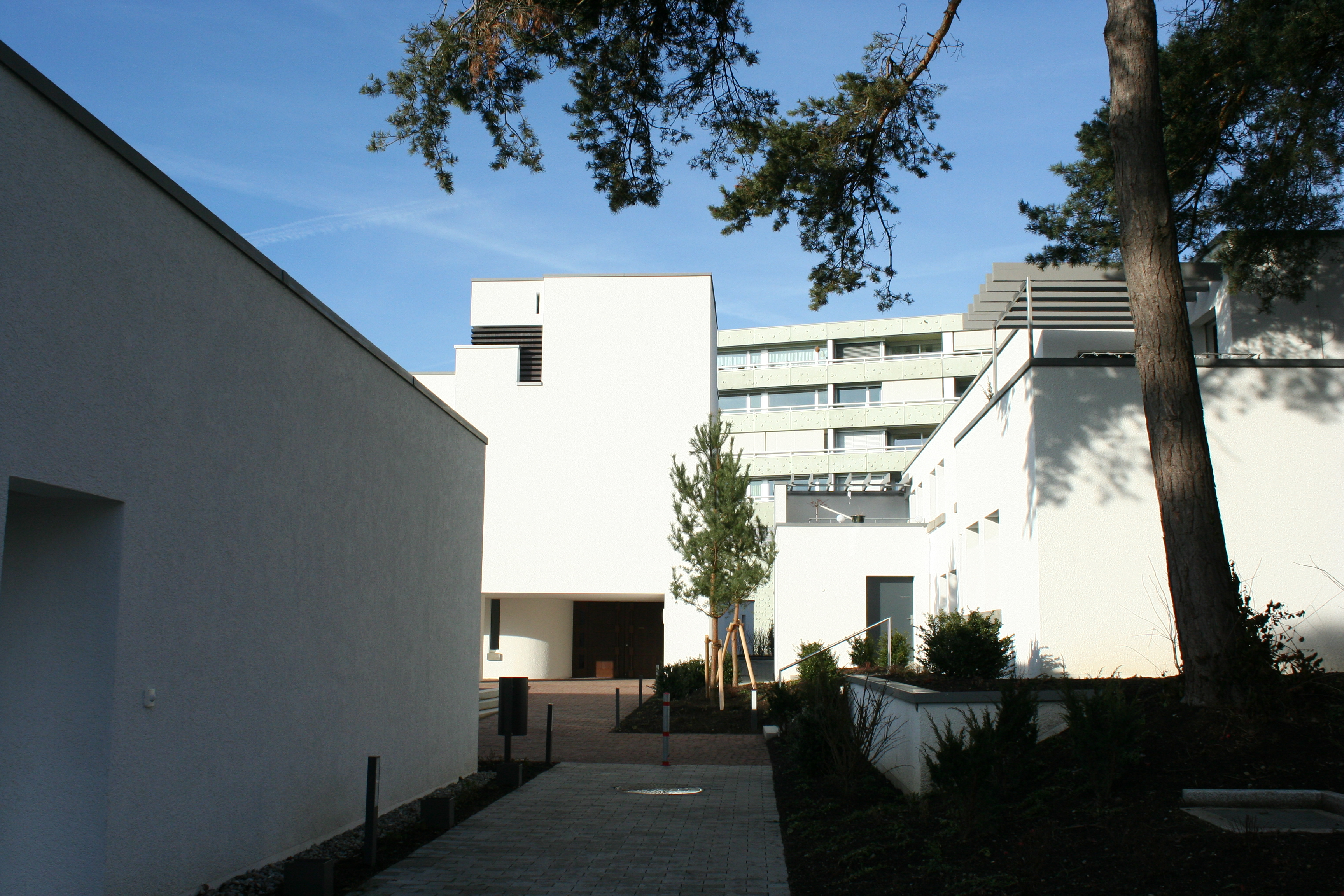
Ansicht von der Seuzacherstrasse

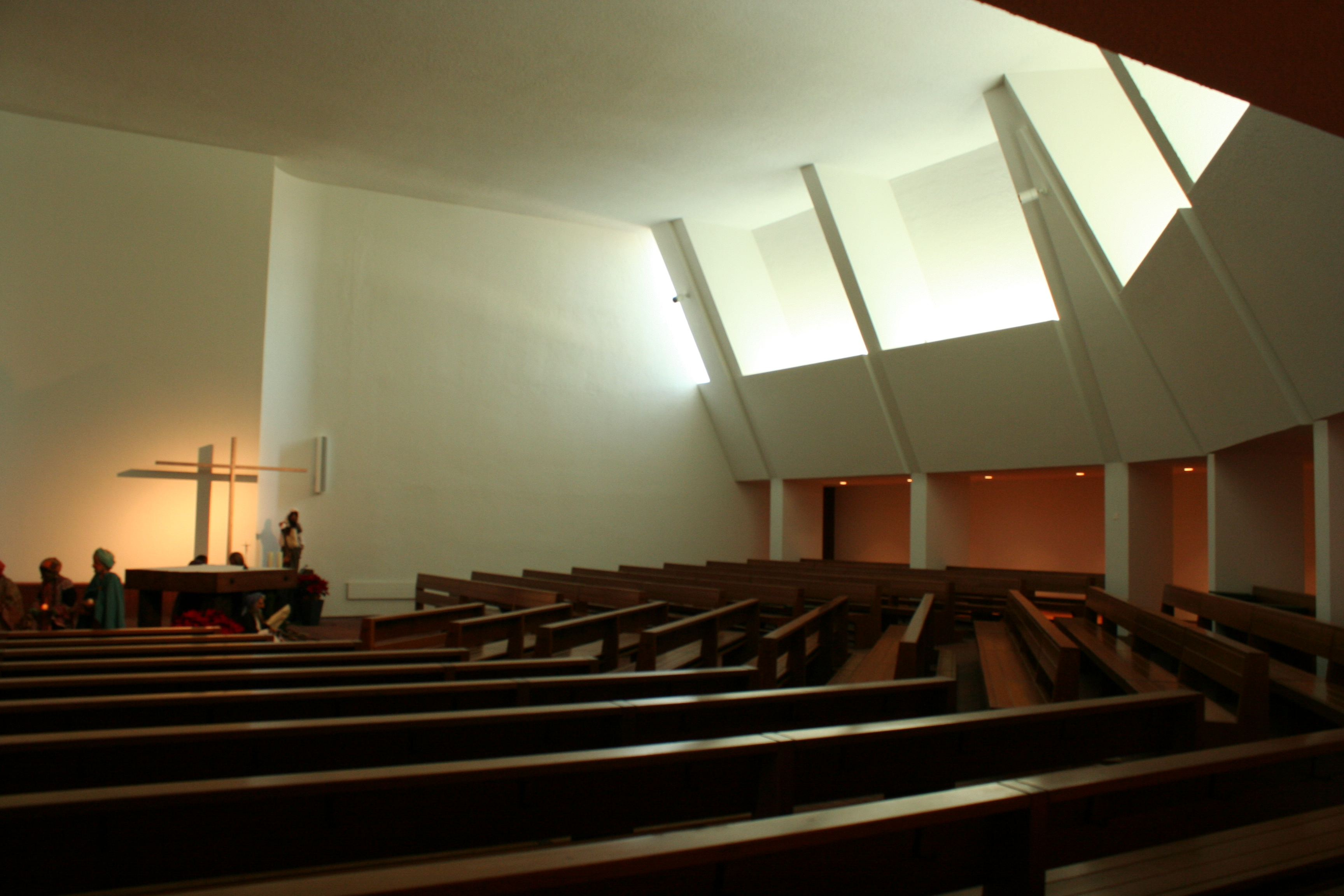
Innenansicht

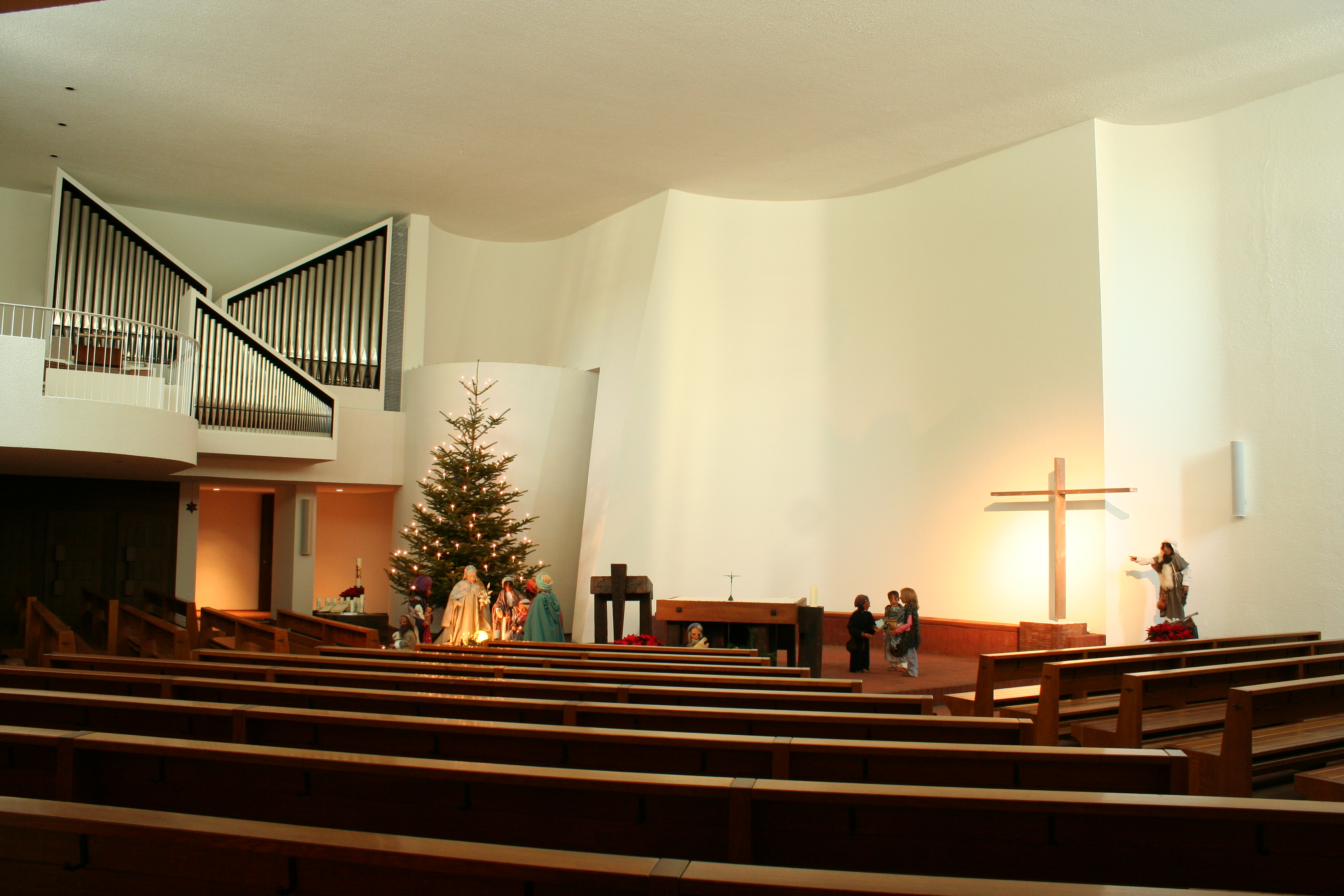
Altarraum von Ro Studer-Koch

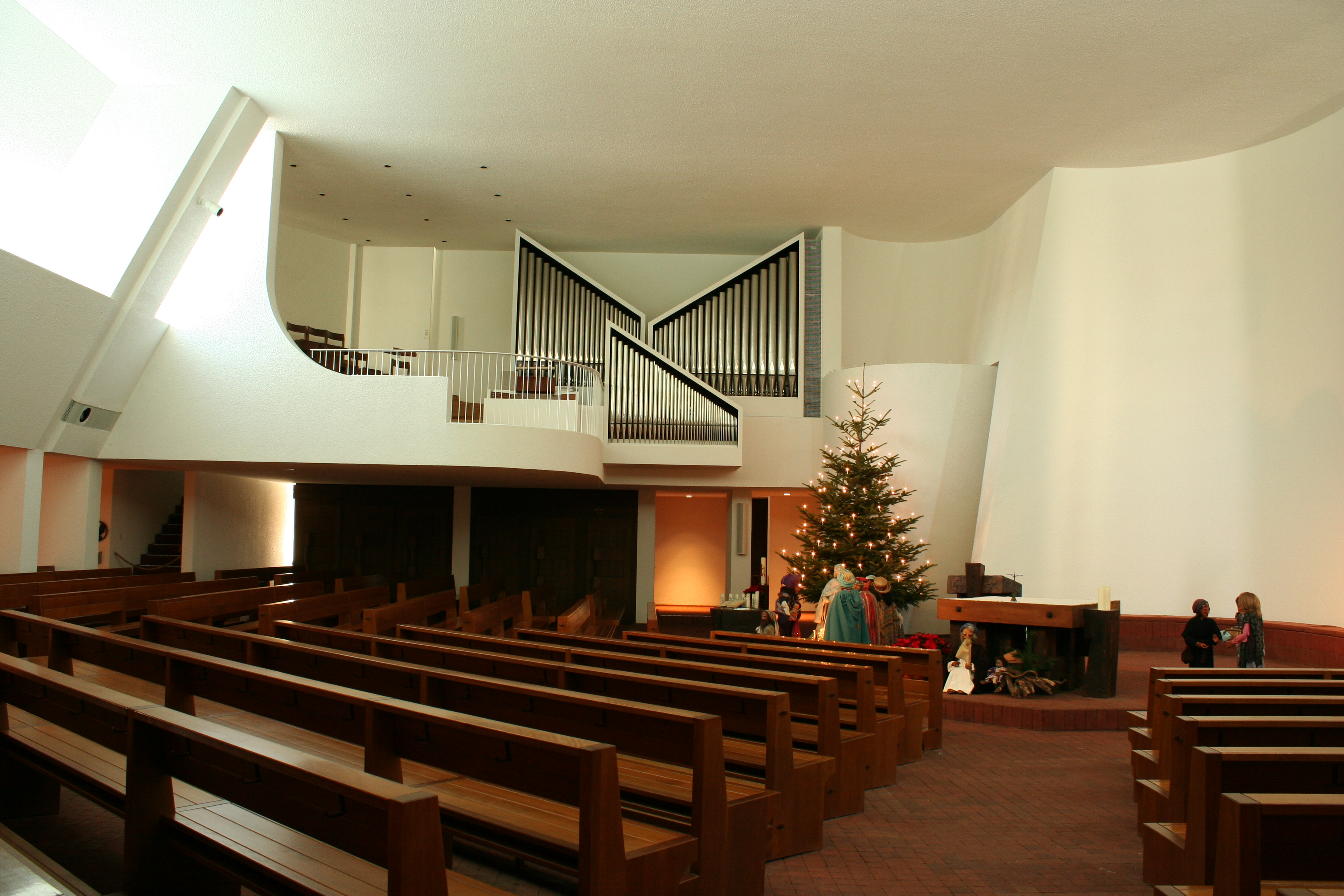
Blick zur Orgelempore

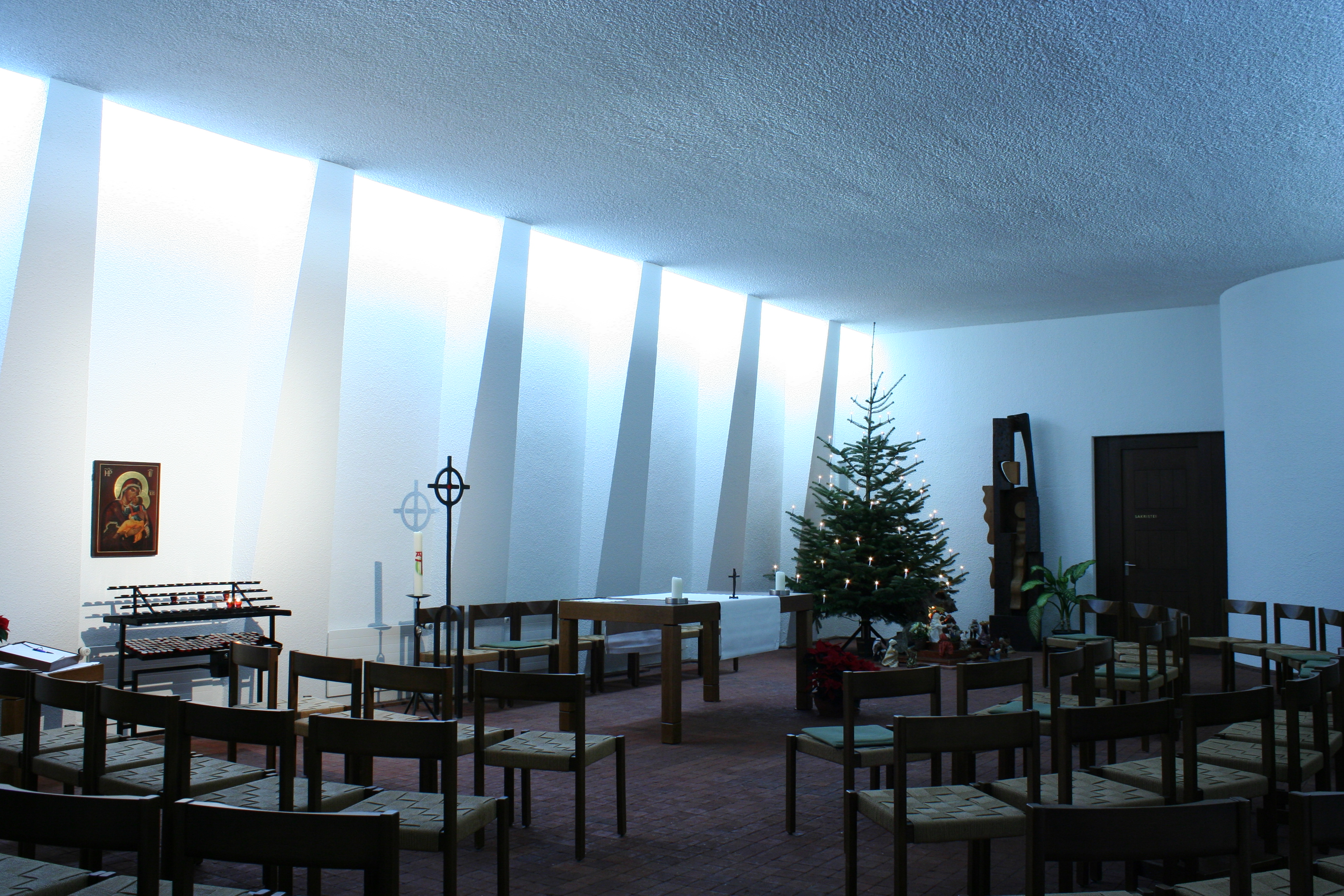
Die Marienkapelle

Die Kirche St. Ulrich ist eine römisch-katholische Pfarrkirche in der Stadt Winterthur. Sie steht im nördlich vom Stadtzentrum gelegenen Stadtteil Veltheim im Quartier Rosenberg an der Seuzacherstrasse 1. Die Pfarrei ist zuständig für den Stadtteil Veltheim mit den Quartieren Blumenau und Rosenberg.

## Geschichte

### Vorgeschichte und Namensgebung
In Veltheim ist eine erste Kapelle mit dem Patrozinium der Hl. Mutter Anna belegt. Als eine zweite, grössere Kapelle gebaut wurde, benutzte man den Vorgängerbau als Sakristei. Die dritte Kapelle wurde im Jahr 1358 durch einen Chor- und Langhaus-Anbau an die zweite Kapelle erstellt. Im Jahr 1482 wurde eine vierte Kirche erbaut, im Jahr 1498 erfolgte der Bau des Kirchturms. Diese Kirche war bis zur Reformation eine Wallfahrtskirche zur Hl. Anna. Seit der Schlacht bei St. Georgen im Jahr 1292 wallfahrte die Stadt Winterthur zweimal jährlich zur St. Anna-Kirche in Veltheim. Nach der Reformation in Zürich ab dem Jahr 1523 war der katholische Kult für die nächsten Jahrhunderte verboten.
Das Toleranzedikt des Zürcher Regierungsrats vom 10. September 1807 erlaubte erstmals wieder eine katholische Gemeinde in Zürich. Als am 22. April 1862 der Kantonsrat von Zürich die Aufhebung des Klosters Rheinau beschloss, verband der Kanton die Aufhebung des Klosters mit der Notwendigkeit, das Klostervermögen einer neuen, gesetzlich geregelten Nutzung zuzuführen. Dies führte zur Ausarbeitung eines katholischen Kirchengesetzes. Das sog. Erste zürcherische Kirchengesetz im Jahr 1863 anerkannte schliesslich die katholischen Kirchgemeinden neben Zürich auch in Winterthur, Dietikon und Rheinau (die letzten beiden waren traditionell katholisch geprägte Orte). Am 10. August 1862, dem Gedenktag des mittelalterlichen Stadtpatrons St. Laurentius, fand in Winterthur erstmals seit der Reformation wieder ein offizieller katholischer Gottesdienst statt. Dieser wurde im Betsaal der alten Stadtkanzlei abgehalten. Am 13. Dezember 1863 – also bereits ein Jahr vor der Ausformulierung des staatlichen Kirchengesetzes im Kanton Zürich – fand dann die Gründungsversammlung der katholischen Kirchgemeinde von Winterthur statt. Im Jahr 1868 wurde die Kirche St. Peter und Paul im neu entstandenen Quartier Neuwiesen als erste katholische Kirche der Stadt Winterthur erbaut. Sie war bis zum Bau der anderen sechs katholischen Pfarrkirchen ab dem Beginn des 20. Jahrhunderts das Zentrum für das kirchliche Leben der nach Winterthur einwandernden Katholiken.

### Entstehungs- und Baugeschichte
Im Jahr 1954 erwarb die Winterthurer Kirchgemeinde im Norden von Winterthur ein erstes Bauareal für eine zukünftige Kirche. Es handelte sich um eine Abbruchliegenschaft an der Wolfensbergstrasse in Veltheim. Zwischen 1961 und 1963 konnte das Grundstück an der Ecke Schaffhauser-/Seuzacherstrasse erworben werden. Im Juli 1966 wurden unter dem Vorsitz des Stadtbaumeisters Karl Keller 21 Projekte für eine zukünftige Kirche im Quartier Rosenberg geprüft und beurteilt. Als Sieger ging das Projekt Oase von den Architekten Robert Tanner und Felix Loetscher hervor. Am 3. Oktober 1968 beschloss die Kirchgemeindeversammlung von Winterthur den Bau des kirchlichen Zentrums im Rosenberg. Der erste Spatenstich erfolgte am 19. Februar 1969, am 29. Juni 1969 weihte der Generalvikar Alfred Teobaldi den Grundstein und am 5. Dezember 1969 konnte das Richtfest gefeiert werden. Am 21. März 1971 wurde die Kirche konsekriert. Auf den gleichen Tag hin wurde St. Ulrich zum Pfarrrektorat erhoben. Per 1. November 1971 wurde St. Ulrich zur eigenständigen Pfarrei ernannt und von St. Peter und Paul Winterthur-Neuwiesen abgetrennt. In den Jahren 2012 bis 2013 wurde die Kirche samt Pfarreizentrum und Pfarrhaus einer Gesamtrenovierung durch Architekt Markus Jedele unterzogen. Die künstlerische Gestaltung der Kirche wurde hierbei durch Thomas Rutherford ergänzt.
Die Pfarrei St. Ulrich gehört zusammen mit den anderen katholischen Pfarreien der Stadt zur Kirchgemeinde Winterthur. Diese ist mit ihren 23'622 Mitgliedern (Stand 2021) die grösste katholische Kirchgemeinde des Kantons Zürich.

## Baubeschreibung
Zita Haselbach schreibt: Die Kirche St. Ulrich ist „Zeuge ihrer Zeit. Jedes Gotteshaus ist geprägt von den zur Verfügung stehenden Baumaterialien und den Baukenntnissen seiner Zeit. Die Architektur sagt aber auch etwas über die Gottessuche und das Gesellschaftsbild ihrer Zeitgenossen aus.“ So ist die Kirche St. Ulrich ein typischer Zeitzeuge der 1960er Jahre, in denen die Hektik und der Bezug auf das diesseitige Leben Gott fern erscheinen liess.

### Kirchturm und Äusseres
Die Kirche mit Pfarreizentrum und Pfarrhaus befindet sich an der Gabelung der stark befahrenen Schaffhauserstrasse und der Seuzacherstrasse in unmittelbarer Nachbarschaft des Einkaufszentrums Rosenberg. Das Gebäudeensemble von Kirche, Pfarreizentrum und Pfarrhaus besteht aus Beton und ist so angelegt, dass es den Gottesdienstbesucher von der lärmigen Strasse und vom Einkaufszentrum abschirmt und über einen Innenhof in die ruhige Kirche führt. Im Innenhof befindet sich auch der wuchtige, aber nicht hohe Kirchturm, der ein vierstimmiges Geläut mit dem Totalgewicht von 3900 kg beherbergt. Bewusst wurde auf den Brauch verzichtet, die Glocken zu benennen, mit der Begründung: „Wir leben heute in einer nüchternen und sachlichen Zeit, in der es uns nicht mehr gelingen will, Dinge zu personifizieren und anzusprechen.“ Die Inschriften der Glocken zeigen, dass sie zum Lobe Gottes rufen sollen. Die Glocken wurden am 18. Oktober 1970 durch Generalvikar H. Henny geweiht und am 21. Oktober durch die Schuljugend in den Turm aufgezogen.
| Nummer | Gewicht | Ton | Inschrift                                                                    |
| ------ | ------- | --- | ---------------------------------------------------------------------------- |
| 1      | 1900 kg | des | „In Gott leben wir, bewegen wir uns und sind wir.“ (Apg 17,28)               |
| 2      | 1000 kg | f   | „Der Geist des Herrn erfüllt den Erdkreis.“ (Weis 1,7)                       |
| 3      | 600 kg  | as  | „Jesus Christus: Alpha und Omega, Anfang und Ende.“ (Offb 1, 8)              |
| 4      | 400 kg  | b   | „Siehe, ich sende meinen Engel vor dir her, dass er dich behüte.“ (Ex 23,20) |

### Innenraum und künstlerische Ausstattung
Als Gegensatz zur hektischen Umgebung wurde das Kircheninnere als leerer, luftiger Raum gestaltet. Die Lichtführung bringt das Tageslicht in den hellen Kirchenraum und lässt ihn je nach Tageszeit und Lichtverhältnisse anders erscheinen. Zita Haselbach schreibt: „Beide Eigenschaften, die Bilderlosigkeit und das indirekte Licht sind typisch für die Gottsuche der 1970er Jahre. Wir sind damals zurückhaltend geworden mit unseren Vorstellungen von Gott, wissend, dass Gott sie alle übersteigt. Wir sind beschiedener geworden und wir nehmen nicht mehr für uns in Anspruch, das Licht Gottes direkt zu kennen.“ Die Künstlerin Ro Studer-Koch sagt zur Gestaltung der Kirche: „Der Raum darf nicht geschwätzig sein, man muss alles Laute und Selbstherrliche vermeiden und einfach vor Gott treten.“ Die Kirche besitzt eine runde hintere Wand, die in dieser Leere des Kirchenraumes eine Geborgenheit bietet. Diese Wand symbolisiert die Hand Gottes. Im Zentrum des Raumes steht der Altar, um den sich die Gemeinde versammelt. Geprägt vom Zweiten Vatikanischen Konzil drückt der Kirchenraum die Gemeinschaft der Gläubigen dar, die sich ohne hierarchische Distanz von Seelsorgern und Kirchenvolk um den Altar als Tisch des Brotes versammelt. So befindet sich der Altar am niedrigsten Punkt im Kirchenraum. Als Ort der Präsenz Gottes drückt der Altar auch die Menschwerdung Gottes aus, der in diese Welt hinabgestiegen ist. Der Altar besitzt zwölf Säulen, die auf die zwölf Stämme des Volkes Israel und auf die zwölf Apostel verweist. Die Altarsäulen bestehen aus Eisenbahnschwellen, „über die das Leben hinweggegangen ist. Sie erinnern uns daran, dass wir aufbauen auf den Menschen, die sich vor uns auf den Weg mit Gott eingelassen haben. Das Holz der Tischplatte ist jedoch neu, so wie die Gegenwart Gottes immer neu Wirklichkeit ist.“ Der Taufstein ist als Taufbrunnen mit sprudelndem Wasser gestaltet. An den Kirchenraum angrenzend befindet sich eine Sakramentskapelle, die den Gläubigen die Möglichkeit bietet, vor dem Tabernakel zur Ruhe und zum Gebet zu kommen. Im Gegensatz zur Kirche ist in der Sakramentskapelle die Senkrechte betont. Der Tabernakel besteht aus einem Kreuz, das fast nur aus dem zum Himmel aufragenden Holz besteht. Ein dritter sakraler Ort ist die Marienkapelle, die einer Hauskirche der ersten Christen nachempfunden ist. Ursprünglich war gedacht, dass sich die Gemeinde in diesem Raum um einen grossen Tisch sowohl zum Abendmahl als auch zum weltlichen Mahl hätte versammeln können. Diese Idee konnte sich jedoch nicht durchsetzen. Im Jahr 2014 wurde die ursprüngliche Gestaltung der Kirche durch zwei Kreuze ergänzt: Das eine befindet sich im Kirchenraum und ist fest in der Erde, im diesseitigen Leben verankert, das andere ist ein neu geschaffenes Turmkreuz, das die Kirche mit dem Himmel verbindet.

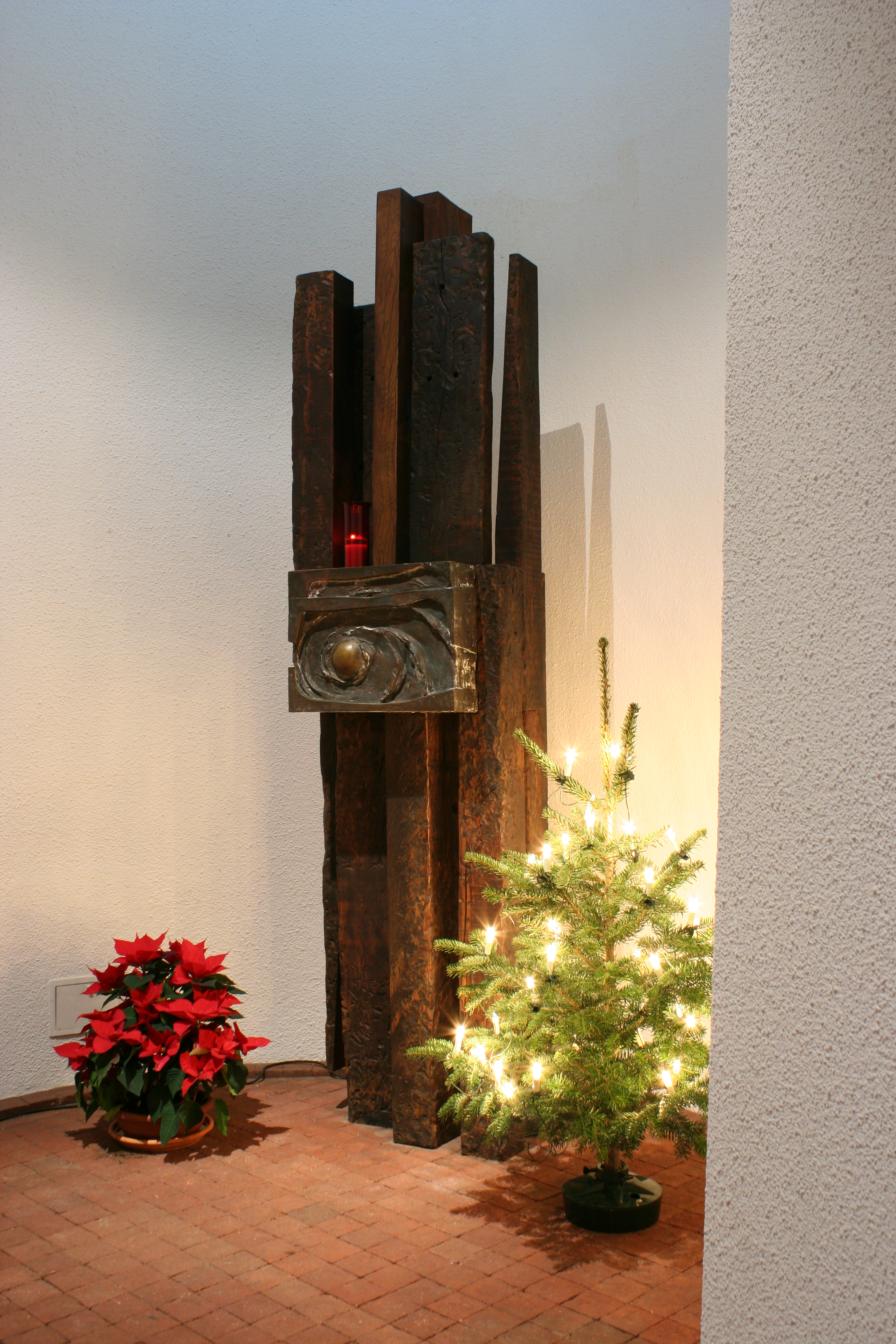
Sakramentskapelle mit Tabernakel von Ro Studer-Koch
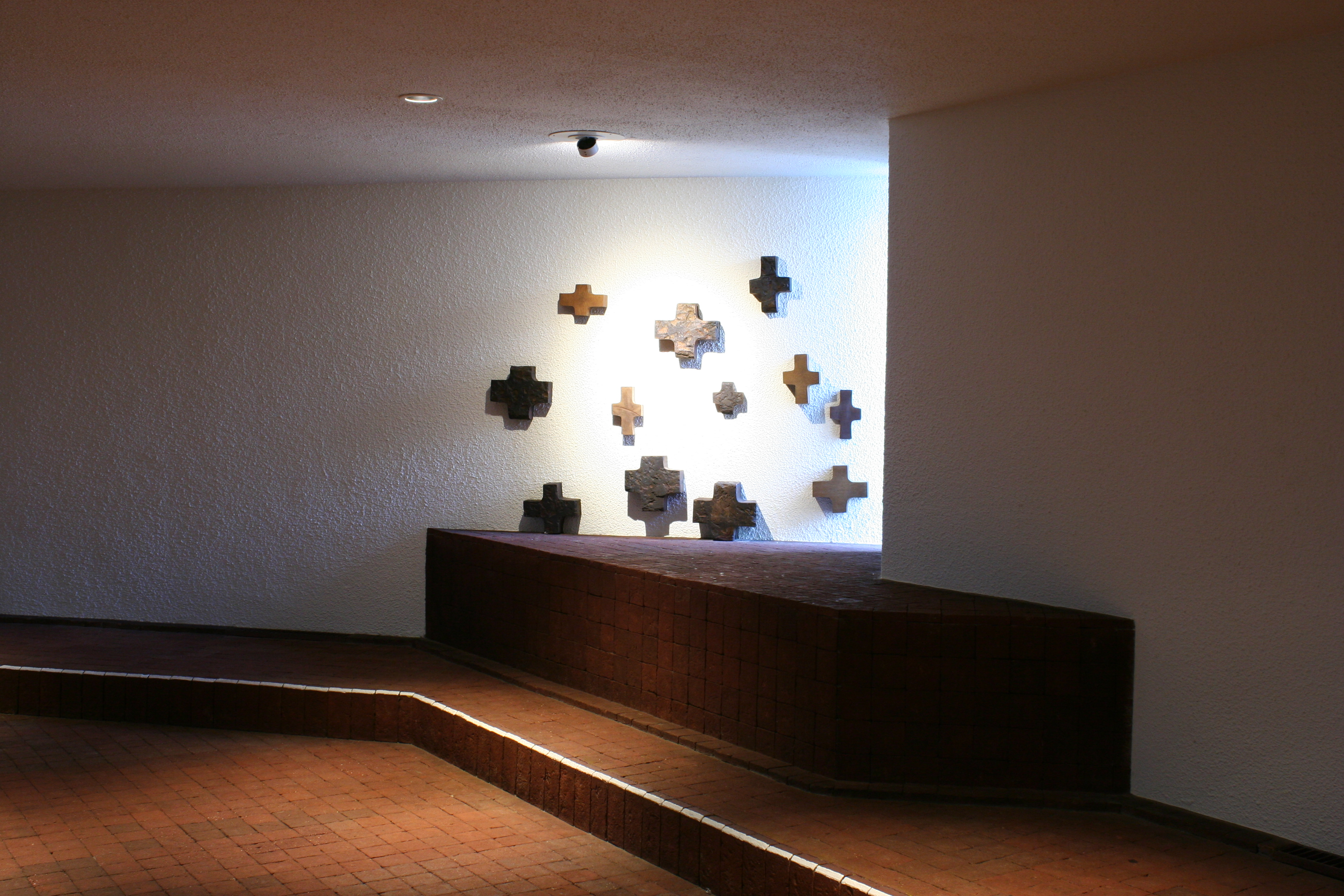
Arkadengang
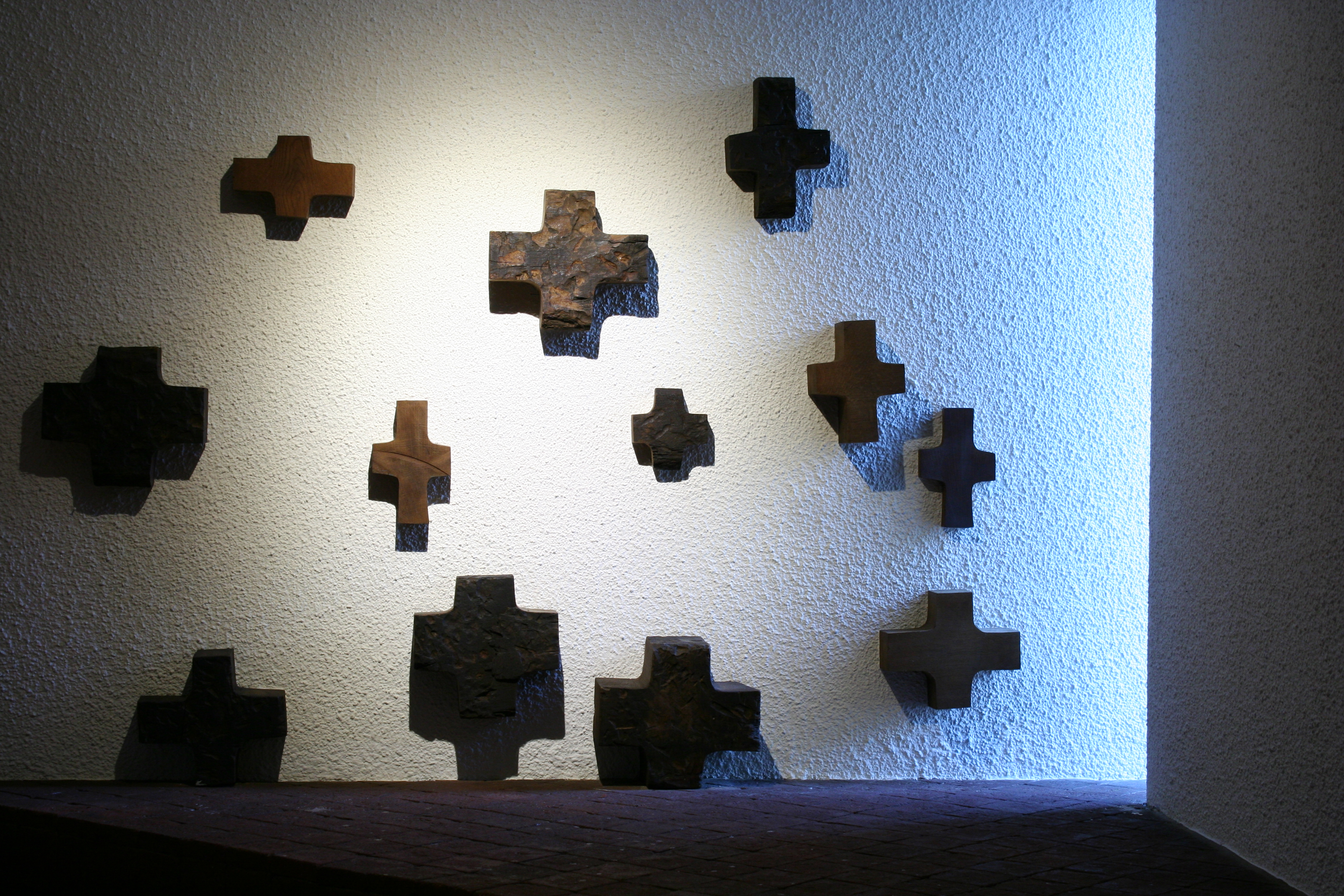
Apostelkreuze
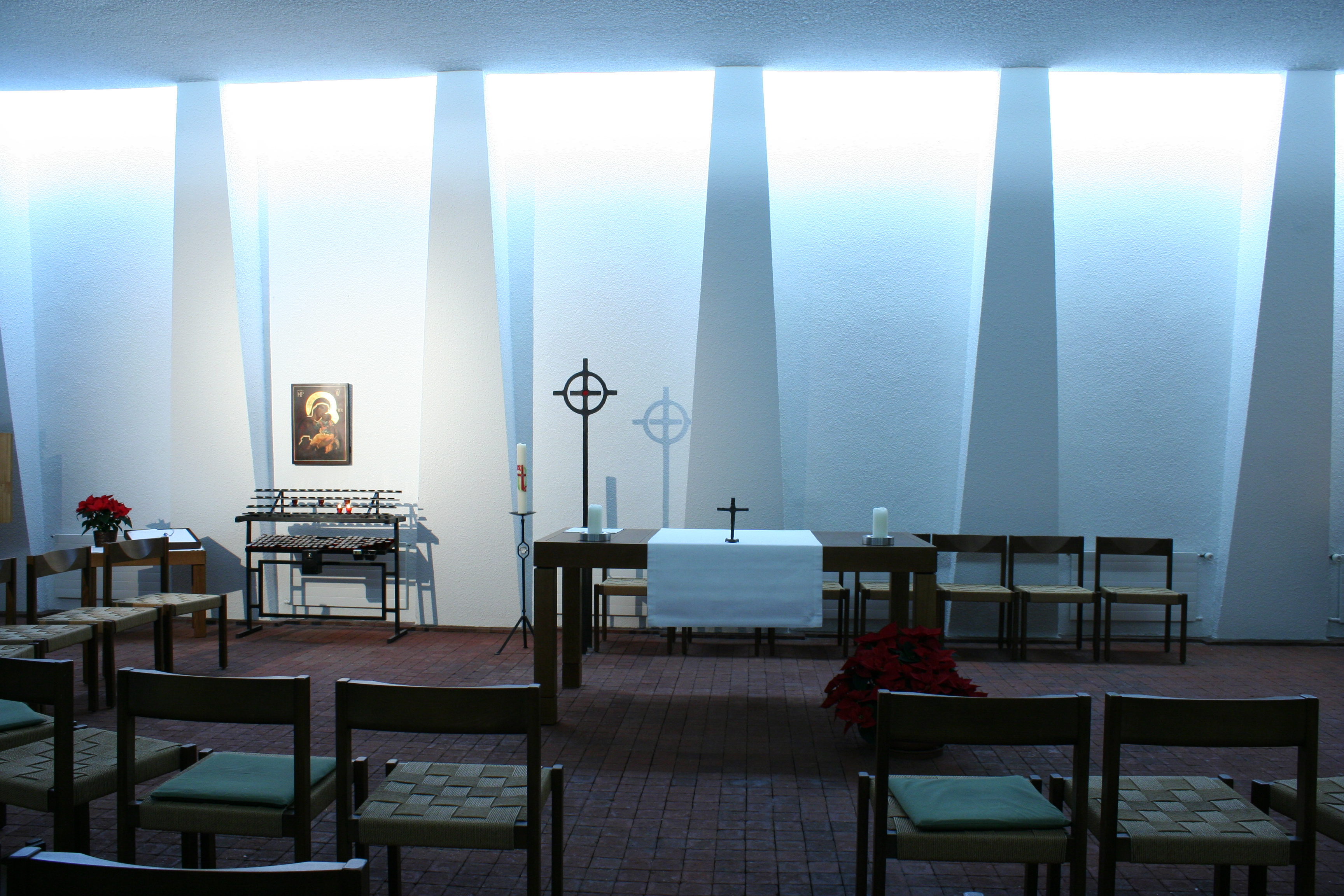
Altarraum Marienkapelle

### Orgel
Die Orgel wurde von der Firma Mönch Orgelbau, Überlingen, im Jahr 1971 erbaut und anlässlich einer Reinigung und Revision im Jahr 2007 um die beiden Streicherstimmen Spitzgambe 8′ und Harfpfeife 8′ erweitert. Die Konzeption und Expertise erfolgte 1971 durch Ruedi Wäger, Kreuzlingen. Das Instrument befindet sich auf der linken Seite des Altarbereichs und besitzt ein dreiteiliges Orgelgehäuse in Form dreier Trapeze. Das Hauptwerk und das Pedalwerk stehen nebeneinander, das Rückpositiv befindet sich zentral davor. Der Spieltisch steht frei links neben dem Rückpositiv. Das Instrument besitzt Schleifladen, eine mechanische Spieltraktur und eine elektrische Registratur. Im Rahmen der Kirchenrenovation 2013 wurde das Orgelgehäuse neu gefasst.
| II Rückpositiv C–g3 |       |
| Koppel              | 8′    |
| Harfpfeife          | 8′    |
| Prinzipal           | 4′    |
| Rohrflöte           | 4′    |
| Oktave              | 2′    |
| Sesquialter II      | 2 ⁄3′ |
| Zimbel III–IV       | 1′    |
| Holzdulzian         | 8′    |
| Tremulant           |       |

| I Hauptwerk C–g3 |       |
| Prinzipal        | 8′    |
| Hohlflöte        | 8′    |
| Spitzgambe       | 8′    |
| Gemshorn         | 4′    |
| Nasat            | 2 ⁄3′ |
| Waldflöte        | 2'    |
| Mixtur IV–V      | 1 ⁄3′ |
| Trompete         | 8′    |

| Pedalwerk C–f1 |         |
| Subbass        | 16′     |
| Offenbass      | 8′      |
| Choralbass     | 4′ + 2′ |
| Kornett IV     | 5 1⁄3′  |

- Koppeln: II/I, I/P, II/P

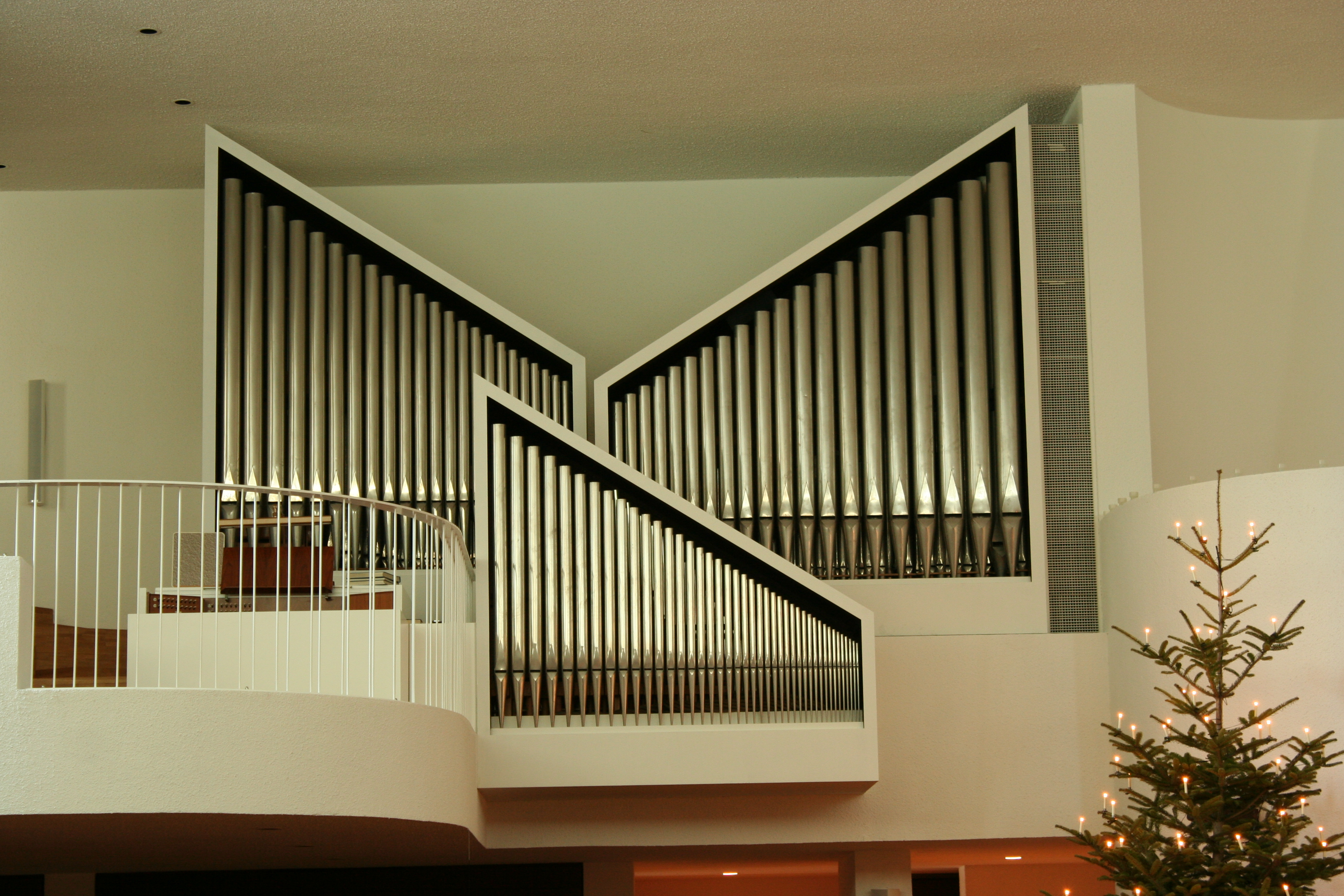
Mönch-Orgel von 1971

- 2 Freie Kombinationen, Org. Pleno, Tutti, Zungen-Einzelabsteller, Crescendo-Walze, Cresc. ab, Zungen ab

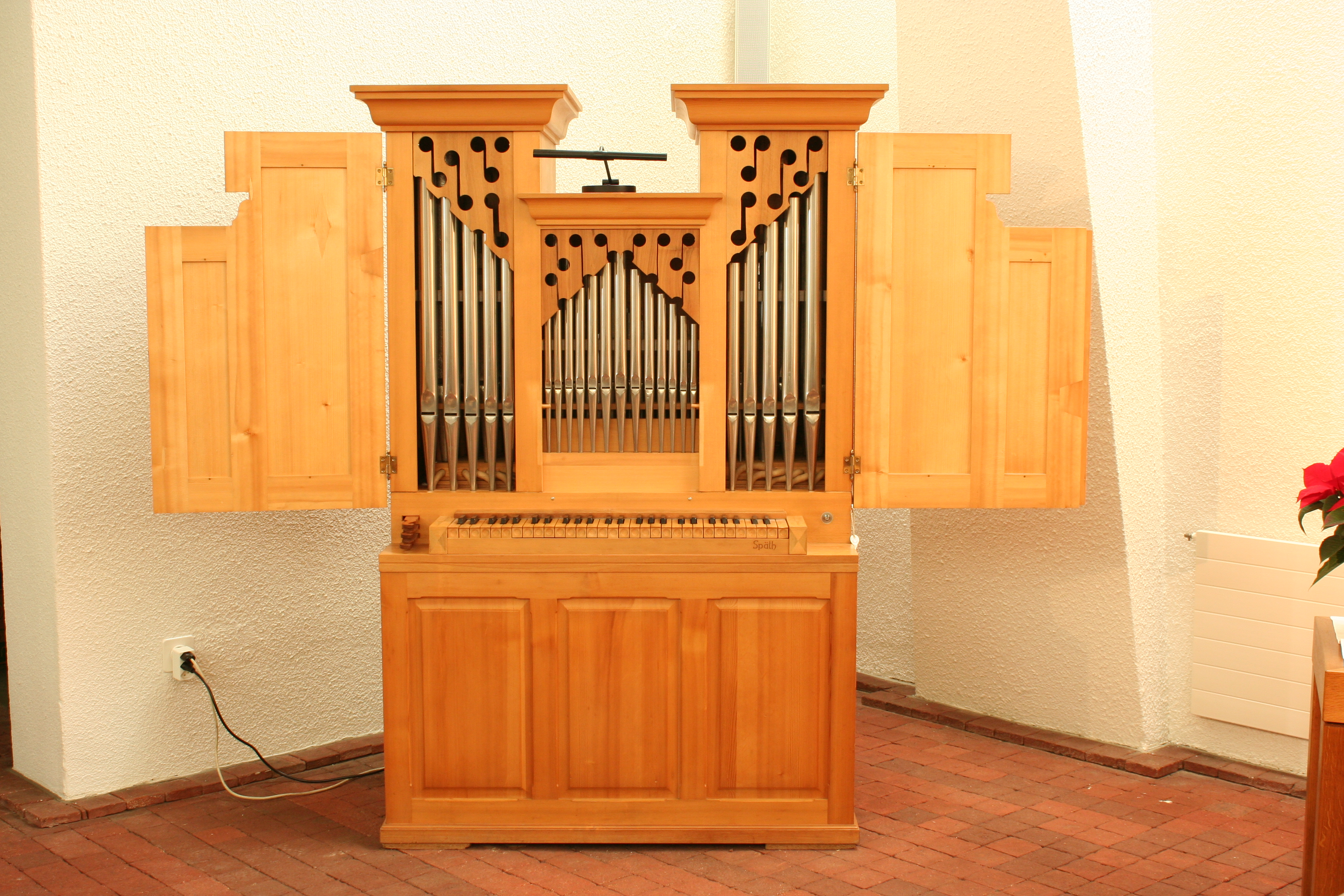
Späth-Orgel in der Marienkapelle

In der Marienkapelle befindet sich eine Orgel von Späth Orgelbau aus dem Jahr 1986 mit folgender Disposition:
| Manual    |    |
| Gedackt   | 8′ |
| Rohrflöte | 4′ |
| Prinzipal | 2′ |